# 阿古略拉山
42°0′16.2″N 2°28′58.63″E / 42.004500°N 2.4829528°E
阿古略拉山，是西班牙的山峰，位於該國東北部加泰羅尼亞，屬於加泰羅尼亞橫斷山脈中吉萊里斯山的一部分，海拔高度921米。